# Prunus mongolica
Prunus mongolica är en rosväxtart som beskrevs av Carl Maximowicz. Prunus mongolica ingår i släktet prunusar, och familjen rosväxter. Inga underarter finns listade i Catalogue of Life.